# 舞水端里
舞水端里（朝鲜语：／ Musudan ri */?）是朝鲜民主主义人民共和国咸镜北道花坮郡的一個里，舊稱大浦洞。舞水端里位於朝鮮半島東北海岸，向日本海突出，山都是從75到500米高的懸崖峭壁，有海蝕崖及奇岩列石交織而成的地形，近海海域是鯖魚在日本海海域產量最豐富的地區。東海衛星發射場位於此地。